# 重水素化クロロホルム
重水素化クロロホルム（じゅうすいそかクロロホルム、重クロロホルム）は、クロロホルム (CHCl3) の同位体置換体 (isotopologue) である。クロロホルム中の水素原子 (H) が同位体である重水素（デューテリウム、D）に置換されている。重水素化クロロホルムは有機分子の核磁気共鳴分光法（NMR分光法）で用いられる一般的な溶媒である。